# Zdzisław Załuska
Zdzisław Kazimierz Załuska (ur. 29 stycznia 1930 w Myszyńcu) – polski księgarz, działacz kultury, poseł na Sejm PRL IX kadencji.

## Życiorys
Absolwent liceum ogólnokształcącego w Ostrołęce (1950). Studiował filologię polską na Katolickim Uniwersytecie Lubelskim, ukończył kurs dla instruktorów amatorskich zespołów teatralnych. Przez ponad czterdzieści lat pracował jako kierownik Księgarni Powiatowej w Ostrołęce (1957–2000).
Organizator i reżyser amatorskiego teatru „Bis” przy Powiatowym Domu Kultury w Ostrołęce, instruktor zespołów teatralnych, działacz Polskiego Towarzystwa Turystyczno-Krajoznawczego. Był radnym Powiatowej Rady Narodowej w Ostrołęce, Wojewódzkiej Rady Narodowej w Ostrołęce oraz Rady Miasta Ostrołęki. Pełnił mandat posła na Sejm PRL IX kadencji wybrany z okręgu Ostrołęka. Należał do Komisji Kultury oraz Komisji Nadzwyczajnej do rozpatrzenia projektu ustawy o mieniu komunalnym (w latach 1985–1989). Główny organizator i pierwszy prezes Towarzystwa Przyjaciół Ostrołęki (1982), wiceprezes (1986–2007) i prezes honorowy (od 2007). Członek Ostrołęckiego Towarzystwa Naukowego i Mazowieckiego Towarzystwa Kultury, członek zarządu Towarzystwa Przyjaciół Bibliotek i Książki w Ostrołęce, długoletni działacz Stowarzyszenia Księgarzy Polskich. Organizator różnych form upowszechniania książki na Kurpiach.

## Odznaczenia
Odznaczony Krzyżem Kawalerskim (1977) i Oficerskim Orderu Odrodzenia Polski, Srebrnym Krzyżem Zasługi (1969), Medalem 30-lecia Polski Ludowej, Medalem 40-lecia Polski Ludowej oraz odznakami: „Zasłużony Działacz Kultury”, „Za zasługi dla województwa warszawskiego”, „Za zasługi dla województwa ostrołęckiego”, „Za zasługi dla miasta Ostrołęki”, „Zasłużony Działacz Turystyki”, Zasłużony dla Ochrony Przyrody, Złotą Honorową Odznaką PTTK i „Wzorowy Księgarz” – I stopnia.